# Johan-Olav Botn
Johan-Olav Smørdal Botn (Stad, 18 giugno 1999) è un biatleta norvegese.

## Biografia
Botn, originario di Stårheim di Stad e attivo dalla stagione 2021-2022, in Coppa del Mondo ha esordito il 5 gennaio 2024 a Oberhof in sprint (26º) e ha conquistato il primo podio il 9 marzo successivo a Soldier Hollow nella medesima specialità (3º); non ha preso parte a rassegne olimpiche o iridate.

## Palmarès

### Coppa del Mondo
- Miglior piazzamento in classifica generale: 29º nel 2024
- 1 podio (individuale):
  - 1 terzo posto